# 윤대현
윤대현(1968년 ~ )은 대한민국의 의학자이다.
서울대학교 의과대학을 나온 그는 서울대학교병원에서 전문의 과정을 마쳤다. 스트레스의학, 정신신체의학, 라이프스타일의학 등을 전공했다. 2005년 이래 서울대학교병원 정신건강의학과 의사이자 교수로 활동하였다. 이외에도 한국자살예방협회 대외 협력위원장, 한국정신신체의학회 학술위원 등을 역임하고 여러 방송에 출연하여 패널로도 활동했으며 정신의학 관련 저술도 하였다.

## 학력
- ~1981년: 서울언주초등학교
- ~1984년: 영동중학교
- ~1987년: 휘문고등학교
- ~1993년: 서울대학교 의학 학사
- ~2005년: 서울대학교 대학원 의학석사 · 건국대학교 의학박사

## 경력
- 2005년~:서울대학교병원 강남센터 정신건강의학과 교수
- 대한신경정신의학회 마음건강소통센터장
- 한국자살예방협회 대외협력위원장
- 한국자살예방협회 홍보이사
- 한국바그너협회 총무이사
- 한국정신신체의학회 학술위원

## 저서
- 《윤대현의 마음 성공》. 민음사. 2014년. ISBN 9788937489242
- 《하루 3분, 나만 생각하는 시간》. 예담. 2014년. ISBN 9788959138425